# Sig
Sig is een plaats in de Deense regio Zuid-Denemarken, gemeente Varde. De plaats telt 805 inwoners (2013). Het dorp ligt aan de spoorlijn Esbjerg - Struer. Het station zelf heeft een nieuwe bestemming als kinderdagverblijf.